# Diglossa gloriosa
Diglossa gloriosa е вид птица от семейство Тангарови (Thraupidae).

## Разпространение
Видът е разпространен във Венецуела.